# 永安電影院
永安電影院，是上海市的一家已不存在的電影院，位於虹口區四川北路。 這座電影院最初名為上海演藝館，由日資興建。 後來改名為明星大戲院（star cinema）。 文化大革命時期，該電影院一度更名為魯迅電影院。 現在該電影院已改建為商場。